# جیمی نارد
جیمی نارد (انگلیسی: Jaime Nared؛ زادهٔ ۱۴ سپتامبر ۱۹۹۵) بازیکن بسکتبال اهل ایالات متحده آمریکا است.